# Jacqueline Teyssier
Pour les articles homonymes, voir Teyssier.
Jacqueline Teyssier, née Bitton le 6 octobre 1923 dans le 12e arrondissement de Paris et morte le 20 mars 2022 à Roche-lez-Beaupré, est une femme juive française déportée à 20 ans à Auschwitz, par le convoi no 74, en date du 20 mai 1944, puis à Bergen-Belsen, survivante et témoin de la Shoah.

## Biographie
Jacqueline Bitton naît le 6 octobre 1923 dans le 12e arrondissement de Paris,. Son père est juif marocain et sa mère, juive polonaise.
Son père obtient la nationalité française, après s'être engagé dans l'Armée française pendant la Première Guerre mondiale. Sa mère, apatride, n'ayant pas de papiers officiels, ne peut obtenir la nationalité française.
Jacqueline Bitton obtient son certificat d’études et à l'âge de 16 ans, elle travaille à la Compagnie industrielle des téléphones, comme soudeuse-câbleuse en téléphonie.

### Seconde Guerre mondiale
Le père de Jacqueline Bitton s'enregistre avec sa famille comme Juif, à la préfecture de police de Paris. Désormais ils doivent porter l'étoile jaune, et sur leur carte d'identité est inscrit en lettres rouges : « JUIF ». Jacqueline Bitton réussit à effacer l’inscription à l’encre rouge à l’aide d’une lame de rasoir.
Jacqueline Bitton réside à proximité du Vélodrome d’Hiver.
Le 16 juillet 1942, la mère de Jacqueline Bitton est arrêtée durant la Rafle du Vélodrome d'Hiver ; elle ne reviendra pas de déportation.
Le père de Jacqueline Bitton, bitumier, avait demandé à travailler en zone libre. Il a traversé la ligne de démarcation, à Bourges. Jacqueline Bitton vit seule à Paris. Elle travaille chez Siemens.
Jacqueline Bitton fabrique de fausses cartes d’alimentation pour ravitailler des personnes cachées. Elle a de l’encre et le matériel nécessaire chez elle.
Dénoncée par des voisins, par une lettre anonyme, elle est arrêtée le 17 mai 1944, chez elle, par la milice française pour faits de résistance, et déportée par le convoi no 74, en date du 20 mai 1944 du camp de Drancy vers Auschwitz. Sa dernière adresse est au : 10 cité Popincourt dans le 11e arrondissement de Paris.
Juste avant la libération du camp d'Auschwitz par l'Armée rouge, le 27 janvier 1945, elle est transférée à Bergen-Belsen où elle contracte le typhus. Elle ne sort des camps de la mort que le 15 avril 1945, libérée par l'Armée britannique.

### Après la guerre
De retour en France, Jacqueline Teyssier ne pèse que 28 kilos, les médecins ne lui donnent aucune chance de survivre.
Ses deux poumons sont perforés. Il lui faut une longue période d’hospitalisation. Elle retrouve son père à Paris.
Elle témoigne sur la Shoah pendant une trentaine d'années.
Elle a deux fils, Michel et Gérard Teyssier. En 2018, Michel Teyssier réalise un film en hommage à sa mère.
Elle habite à Roche-lez-Beaupré (Grand Besançon Métropole, Doubs). C'est dans cette commune qu'elle meurt le 20 mars 2022 à l'âge de 98 ans.

## Distinctions
- Officière de la Légion d'honneur, comme intervenante en milieu scolaire, au titre du Ministère de l'éducation nationale et de la jeunesse (1er janvier 2020)[11] ; chevalier du 17 mars 2006.
- Médaille de la Ville de Paris, échelon Vermeil, remise par Anne Hidalgo, maire de Paris, en 2015, à l'occasion du 70e anniversaire de la libération des camps de concentration et d’extermination[12].